# Cəbrayıl (stad)
Cəbrayıl (bijwijlen ook gespeld als Cäbrayil, Jabrayil of Dzhebrail) is een stad in Azerbeidzjan en de hoofdstad van het gelijknamige district Cəbrayıl tegen de grens met Iran. 
De stad werd op 23 augustus 1993 bezet door Armeense troepen tijdens de Oorlog in Nagorno-Karabach. Op 4 oktober 2020 heroverde het leger van Azerbeidzjan de stad tijdens het Conflict in Nagorno-Karabach
De stad is momenteel onbewoond. De Azerbeidzjaanse overheid bouwt de stad op na de oorlog van eind 2020. In oktober 2021 werd de fundering gelegd voor een nieuwe school, een nieuw ziekenhuis en een nieuw appartement.

## Personen
- Jamil Ahmadov, Held van de Sovjet-Unie.[5]
- Teymur Guliyev — Voorzitter van de Raad van Volkscommissarissen (1937-1953) en de Raad van Ministers van Azerbeidzjan SSR (1953-1954).[6]